# Eupithecia gilvipennata
Eupithecia gilvipennata es una especie de polilla de la familia Geometridae. La especie fue descrita por primera vez por Cassino y Swett habiendo sido descrita en 1922, con distribución en la costa del pacífico de América del Norte. El holotipo de la especie fue descrita en los alrededores de Nordegg, Alberta. La especie tiene gran parecido en su morfología genital con otra especie de Arizona, Eupithecia biedermanata.

## Distribución
La especie se encuentra a lo largo de la Costa Oeste de los Estados Unidos Unidos, principalmente en California, pero descrita desde el sur de Columbia Británica, pasando por Colorado hasta Arizona. Se ha reportado también en la costa de Oregón y en el desierto sur de Utah.

## Descripción
La envergadura es de unos 25 milímetros (1 plg). Las alas son elongadas con una franja amarillenta que cubre la extensión completa del ala. El resto del ala es color tierra oscuro. Las alas traseras son de color blanco sucio con un amplio matiz negruzco a lo largo de los márgenes exterior e interior. El disco del ala es pequeño y negruzco.
La oruga es de color amarillo verdoso con una línea media dorsal de color rojo oscuro desde la cabeza hasta su segmento A10.

## Ciclo de vida
Los adultos vuelan muy temprano en la primavera, desde finales de febrero hasta principios de marzo en el centro de California y desde finales de abril hasta principios de mayo más al norte.
Las larvas se alimentan de las flores y frutos de especies de Arctostaphylos, incluidas A. pungens, A. manzanita y A. viscida.